# Melibe
Melibe là một chi sên biển trong họ Tethydidae. phần lớn chúng là loài ăn sinh vật, chúng bơi chậm và thường tấn công thình lình

## Các loài
- Melibe australis Angas, 1864[2]
- Melibe bucephala Bergh, 1902[2]
- Melibe colemani Gosliner & Pola, 2012
- Melibe coralophilia Gosliner & Pola, 2012
- Melibe digitata Gosliner & Smith, 2003[2]
- Melibe engeli Risbec, 1937[2]
- Melibe leonina (Gould, 1852)[2]
- Melibe liltvedi Gosliner, 1987[2]
- Melibe maugeana Burn, 1960[2]
- Melibe megaceras Gosliner, 1987[2]
- Melibe minuta Gosliner & Smith, 2003[2]
- Melibe papillosa (de Filippi, 1867)[2]
- Melibe pilosa Pease, 1860[2]
- Melibe rosea Rang, 1829 - type species[2]
- Melibe tuberculata Gosliner & Smith, 2003[2]
- Melibe viridis (Kelaart, 1858) - synonym: Melibe fimbriata Alder & Hancock, 1864; Melibe vexillifera Bergh, 1880; Propomelibe mirifica Allan, 1932; Melibe mirifica (Allan, 1932); ? Melibe japonica Eliot, 1913[2]
- Melibe capucina Bergh, 1875[2]
- Melibe ocellata Bergh, 1888[2]
- Melibe rangi Bergh, 1875[2]